# Юрченко, Глеб Борисович
Глеб Борисович Юрченко (19 февраля 1959, Бельцы) — советский, российский офицер, гвардии полковник; Герой России (1995).

## Биография
В 1977 г. окончил среднюю школу; в 1981 г. — Киевское высшее общевойсковое командное училище.
Служил в Воздушно-десантных войсках. В 1981—1983 годах участвовал в боевых действиях в Афганистане (провинции Пактия) в составе 56-й десантно-штурмовой бригады, командовал разведвзводом; совершил 79 разведвыходов в качестве командира группы. Его рейды отличали подготовленность, трезвый расчёт, сохранение личного состава и практически всегда — полное выполнение боевой задачи.
Затем служил в 137-м гвардейском парашютно-десантном полку 106-й гвардейской воздушно-десантной дивизии (Рязань). Участвовал в ликвидации вооружённых межнациональных конфликтов в «горячих точках» на территории бывшего СССР.
С декабря 1994 по март 1995 года участвовал в боях первой чеченской войны. Будучи начальником штаба 137-го парашютно-десантного полка, возглавлял сводный батальон (300 десантников). В декабре 1994 года при продвижении войск к Грозному его батальон подполковника Юрченко разгромил бандформирование, уничтожив до 40 боевиков, 2 реактивные установки залпового огня «Град», 3 бронетранспортёра и 6 пулемётов. При подходе к населённому пункту, где оборонялись около 100 боевиков, Юрченко один вышел к позициям противника и в переговорах с командованием боевиков и старейшинами села убедил их отказаться от сопротивления. Село было занято без боя.
При штурме Грозного 1 января 1995 года батальон подполковника Юрченко, выполняя задачу по спасению личного состава подразделений 131-й Майкопской мотострелковой бригады в районе железнодорожного вокзала, занял оборону в здании управления железной дороги. Юрченко организовал круговую оборону, наладил взаимодействие с артиллерией; в боях 2—6 января 1995 года десантники уничтожили свыше 100 боевиков, танк и несколько единиц бронетехники врага. Днём 6 января в этот район вышли основные силы группировки российских войск.
Решая следующую задачу по захвату здания Департамента госбезопасности Ичкерии, Юрченко организовал 3-дневный непрерывный обстрел здания, превращённого боевиками в мощный узел обороны. После обрушения фасада здания 9 января по сигналу в бой вступили 6 штурмовых групп. Боевики были захвачены врасплох и уничтожены на месте, разрозненные очаги сопротивления подавлены. Штурм занял около 30 минут, атакующие погибших не имели.
За мужество и героизм, проявленные при выполнении специального задания, Указом Президента Российской Федерации от 20 марта 1995 года № 289 гвардии подполковнику Юрченко присвоено звание Героя Российской Федерации.
Продолжил службу в Российской армии. Воинское звание — полковник.
В 2000 году уволен в запас.

## Награды
- медаль «Золотая Звезда» Героя России (20 марта 1995; № 134)
- Орден Красной Звезды
- медали.